# Rance (dopływ Tarnu)
Rance – rzeka we Francji, płynąca na terenie departamentów Aveyron oraz  Tarn. Ma długość 63,48 km. Stanowi lewy dopływ rzeki Tarn. 

## Geografia
Rance ma źródła w pobliżu osady Lugan w gminie Mounes-Prohencoux. Rzeka generalnie płynie w kierunku północno-zachodnim. Uchodzi do Tarnu między La Bastide-Solages a Curvalle. W dolnym biegu stanowi granicę departamentów Aveyron oraz  Tarn. 
Rance płynie na terenie dwóch departamentów, w tym na obszarze 9 gmin: 
AveyronMounes-Prohencoux, Belmont-sur-Rance, Combret, Pousthomy, Saint-Sernin-sur-Rance, Balaguier-sur-Rance, Plaisance, La Bastide-Solages
TarnCurvalle

## Hydrologia
Uśredniony roczny przepływ rzeki Rance wynosi 5,14 m³/s. Dane hydrologiczne zostały pozyskane w latach 1957–1989 w gminie Curvalle. Największy przepływ notowany jest w lutym (11,5 m³/s), a najmniejszy w sierpniu – 0,383 m³/s.

## Dopływy
Rance ma opisanych 19 dopływów o długości powyżej 2 km. Są to:
| - Gos - Liamou - Toudoure - Ruisseau de Mousse - Ruisseau d'Avène - Merdanson - Vernobre - Ruisseau de Thérondel - Ruisseau d'Avène - Grele Rouge | - Ruisseau des Oules - Ruisseau de Luzerp - Ruisseau de Sibot - Ruisseau de l'Albespy - Crouzet - Ruisseau de Prunelles - Ruisseau de Laime - Ruisseau de Lamayous - Ruisseau de Saint-Meen |